# Liste der Städte und Ortschaften in Montana
Liste der Städte und Ortschaften im US-Bundesstaat Montana, in alphabetischer Reihenfolge.

## Städte, alphabetisch
| - Baker - Belgrade - Belt - Big Timber - Billings - Bozeman - Butte - Chinook - Choteau - Colstrip - Columbia Falls - Conrad - Cut Bank - Deer Lodge - Dillon - Forsyth - Fort Benton - Glasgow | - Glendive - Great Falls - Hamilton - Hardin - Harlem - Harlowton - Havre - Helena - Hobson - Judith Gap - Kalispell - Laurel - Lewistown - Libby - Livingston - Malta - Miles City - Missoula | - Plentywood - Polson - Poplar - Red Lodge - Ronan - Roundup - Scobey - Shelby - Sidney - Thompson Falls - Three Forks - Townsend - Troy - Whitefish - White Sulphur Springs (Montana) - Wolf Point |

## Ortschaften
| - Alberton - Bainville - Bearcreek - Bigfork - Big Sandy - Boulder - Bridger - Broadus - Broadview - Brockton - Browning - Cascade - Chester - Circle - Clyde Park - Columbus - Culbertson - Darby - Denton - Dodson - Drummond - Dutton - East Helena - Ekalaka - Ennis - Eureka - Fairfield | - Fairview - Flaxville - Fort Peck - Froid - Fromberg - Gardiner - Geraldine - Grass Range - Hingham - Hinsdale - Hot Springs - Hysham - Ismay - Joliet - Jordan - Kevin - Lavina - Lima - Lodge Grass - Manhattan - Medicine Lake - Melstone - Melville - Moore - Nashua - Neihart - Opheim - Outlook | - Philipsburg - Pinesdale - Plains - Plevna - Rexford - Richey - Ryegate - Saco - St. Ignatius - Sheridan - Stanford - Stevensville - Sunburst - Superior - Terry - Turner - Twin Bridges - Valier - Virginia City - Walkerville - Westby - West Yellowstone - Whitehall - Wibaux - Winifred - Winnett |